# Nathan Allan de Souza
Nathan Allan de Souza (Blumenau, 13 maart 1996) - alias Nathan - is een Braziliaans voetballer die bij voorkeur als offensieve middenvelder speelt. Hij tekende in 2014 een contract bij Chelsea, dat hem overnam van Atlético Paranaense.

## Clubcarrière
Nathan stroomde in 2014 door uit de jeugd van Atlético Paranaense. Hiervoor debuteerde hij op 29 mei 2014 op de zesde speeldag van het seizoen in de Braziliaanse Série A, tegen SC Corinthians. Hij viel na 66 minuten in voor Paulinho Dias. De wedstrijd eindigde in 1–1. Hij begon op 7 september 2014 voor het eerst in de basisopstelling in een competitiewedstrijd, tegen SE Palmeiras.
Chelsea maakte in mei 2015 bekend dat het Nathan per 1 juli overnam van Atlético Paranaense. De Engelse club verhuurde hem direct gedurende het seizoen 2015/16 aan Vitesse. Hiervoor speelde Nathan op 6 augustus 2015 zijn eerste wedstrijd, thuis tegen Southampton. Hij maakte zijn eerste competitiedoelpunt voor de club op vrijdag 14 augustus 2015, toen hij in de 80e minuut vanaf de rand van het strafschopgebied doeltreffend uithaalde tegen Roda JC Kerkrade (3–0). Chelsea en Vitesse verlengde Nathans huurperiode in juni 2016 met nog een jaar. Tevens won hij met Vitesse in 2017 in de bekerfinale met 2-0 van AZ. Door dit resultaat won de club voor het eerst in haar 125-jarig bestaan de KNVB beker.
In 2018 werd hij eerst verhuurd aan Belenenses en daarna tot medio 2020 aan Atlético Mineiro.

## Erelijst
Met  Vitesse
| Nationaal          |    |         |
| Winnaar KNVB beker | 1x | 2016/17 |